# جيان كورنيليس
جيان كورنيليس (2 أغسطس 1941 في بلجيكا - 22 مارس 2016) هو مدرب كرة قدم ولاعب كرة قدم بلجيكي في مركز الدفاع. شارك مع منتخب بلجيكا لكرة القدم. أما مع النوادي، فقد لعب مع نادي رويال أندرلخت واتحاد كروسينغ إليويت الملكي لكرة القدم ‏ وبيفيرين.

## وصلات خارجية
- جيان كورنيليس على موقع الاتحاد البلجيكي (الإنجليزية)
- جيان كورنيليس على موقع قاعدة بيانات كرة القدم.إي يو (الإنجليزية)
- جيان كورنيليس على موقع ناشيونال فوتبول تيمز (الإنجليزية)
- جيان كورنيليس على موقع عالم كرة القدم.نت (الإنجليزية)